# Consell Olímpic d'Àsia
El Consell Olímpic d'Àsia (COA) (en anglès, Olympic Council of Asia, OCA) és una organització esportiva internacional no governamental que està constituïda pels comitès olímpics nacionals dels països de l'Àsia que són reconeguts oficialment pel Comitè Olímpic Internacional (COI). El seu principal objectiu és la propagació i difusió dels principis olímpics a Àsia. A més busca desenvolupar el esport entre els joves asiàtics, així com promoure el respecte internacional, la bona voluntat, l'amistat i la pau a través de l'esport.
La OCA és una de les cinc organitzacions continentals de la Associació de Comitès Olímpics Nacionals. Té la seu a Hawalli (Kuwait) i compta amb l'afiliació de 45 comitès olímpics nacionals. El president en funcions, des de l'any 1991, és el xeic Ahmed Al-Fahad Al-Sabah de Kuwait.

## esdeveniments
Els jocs esportius que l'OCA organitza de manera regular són:
- Jocs Asiàtics (AG): versió reduïda dels Jocs Olímpics, que se celebra cada quatre anys i en el qual participen esportistes de tots els països de l'Àsia pertanyents a el Consell Olímpic d'Àsia.[3]
- Jocs Asiàtics d'Hivern (AWG): extensió dels Jocs Olímpics d'Hivern, se celebra cada quatre anys i es compon d'esports olímpics d'hivern a ser disputats a la neu o sobre gel.[4]
- Jocs Asiàtics de Platja (ABG): esdeveniment que se celebra cada dos anys compost per esports moderns amb variants dels esports tradicionals per a ser jugats a la platja.[5]
- Jocs Asiàtics de la Joventut (AYG): és un esdeveniment multi-esportiu que actualment sigui celebra un cop cada quatre anys, la primera vegada en 2009, en Singapur. Hi participen atletes amb edats compreses entre els 14 i els 17 anys.
- Jocs Asiàtics d'Arts Marcials i d'Interior (aimag).

## Història
La decisió de crear el Consell Olímpic d'Àsia es va celebrar a Nova Delhi durant l'assemblea de les federacions esportives per a l'organització dels Jocs Asiàtics l'26 de novembre de 1981. A la fi d'aquesta reunió, es van redactar i aprovar les primeres normes sent programades per començar la seva aplicació després dels Jocs Asiàtics de Nova Delhi 1982.
El consell es va establir oficialment el 16 de novembre de 1982 a Nova Delhi, durant la primera Assemblea General de l'organització naixent. Per a aquest moment el Consell va ser integrat per 34 Comitès olímpics nacionals i entre els seus principals objectius era l'organització dels Jocs Asiàtics.

### Federació per als Jocs Asiàtics (AGF)
Abans de l'OCA, la Federació d'Atletisme d'Àsia que posteriorment canvia el seu nom a la Federació per als Jocs Asiàtics (AGF) tenia com a deure organitzar els Jocs Asiàtics. La federació es va establir a 1949 després de la Segona Guerra Mundial. La AGF no tenia una seu permanent i viatjava a cada país d'acollida dels Jocs. Donat que els objectius van evolucionar, així com les necessitats de la federació, es va prendre la decisió de modificar el seu reglament i constitució per prendre la forma del Consell Olímpic d'Àsia.

### Responsabilitats de l'OCA
És el seu moment es va acordar que l'OCA seria l'única organització a càrrec dels esports en general de l'Àsia i el poder de representació de tots els comitès olímpics asiàtics com un de sol. A més és responsable de resoldre, com a ens suprem asiàtic, els problemes esportius que puguin sorgir entre les nacions o entre aquestes i altres.
També ha de promoure la pràctica de l'esport, fomentar la construcció d' instal·lacions esportives, millorar el nivell de rendiment professional dels esportistes i promoure l'esperit de joc net dins de la seva respectiva jurisdicció.

## Organització
L'estructura jeràrquica de l'organització està conformada pel President, el Secretari General i els vicepresidents, el Congrés (efectuat cada dos anys), el Cos Executiu i els Comitès Tècnics.

### Presidents
Des de la seva fundació el Consell ha tingut dos presidents:
| No. | Període           | Nom                     | País   |
| --- | ----------------- | ----------------------- | ------ |
| 1   | 1982 - 1990       | Fahad al-Ahmad al-Sabah | Kuwait |
| 2   | 1991 - Actualitat | Ahmad Al-Fahad Al-Sabah | Kuwait |

### Estats membres
A la taula següent, s'incica l'any en què cada Comitè Olímpic Nacional (CON o CNO en anglès) va ser reconegut pel Comitè Olímpic Internacional (COI), també es dona si és diferent de l'any en què es va crear. El CON de Macau és reconegut per l'OCA, però el COI no el reconeix i no competeix en els Jocs Olímpics. L'OCA també inclou els CON de Taiwan, Hong Kong i Palestina.
| Nation/Region       | Code | Comitè Olímpic Nacional (NOC) | Comitè Olímpic Nacional (NOC) | Comitè Olímpic Nacional (NOC) | Ref. |
| Nation/Region       | Code | Establert                     | Reconeixement d'IOC           |                               | Ref. |
| ------------------- | ---- | ----------------------------- | ----------------------------- | ----------------------------- | ---- |
| Afganistan          | AFG  | 1935                          | 1936                          | [ 9 ]                         |      |
| Aràbia Saudita      | KSA  | 1964                          | 1965                          | [ 10 ]                        |      |
| Bahrain             | BRN  | 1978                          | 1979                          | [ 11 ]                        |      |
| Bangladesh          | BAN  | 1979                          | 1980                          | [ 12 ]                        |      |
| Bhutan              | BHU  | 1983                          | 1983                          | [ 13 ]                        |      |
| Brunei              | BRU  | 1984                          | 1984                          | [ 14 ]                        |      |
| Cambodja            | CAM  | 1983                          | 1994                          | [ 15 ]                        |      |
| Corea del Nord      | PRK  | 1953                          | 1957                          | [ 16 ]                        |      |
| Corea del Sud       | KOR  | 1946                          | 1947                          | [ 17 ]                        |      |
| Emirats Àrabs Units | UAE  | 1979                          | 1980                          | [ 18 ]                        |      |
| Filipines           | PHI  | 1911                          | 1929                          | [ 19 ]                        |      |
| Hong Kong           | HKG  | 1950                          | 1951                          | [ 20 ]                        |      |
| Iemen               | YEM  | 1971                          | 1981                          | [ 21 ]                        |      |
| Índia               | IND  | 1927                          | 1927                          | [ 22 ]                        |      |
| Indonèsia           | INA  | 1946                          | 1952                          | [ 23 ]                        |      |
| Iran                | IRI  | 1947                          | 1947                          | [ 24 ]                        |      |
| Iraq                | IRQ  | 1948                          | 1948                          | [ 25 ]                        |      |
| Japó                | JPN  | 1911                          | 1912                          | [ 26 ]                        |      |
| Jordània            | JOR  | 1957                          | 1963                          | [ 27 ]                        |      |
| Kazakhstan          | KAZ  | 1990                          | 1993                          | [ 28 ]                        |      |
| Kuwait              | KUW  | 1957                          | 1966                          | [ 29 ]                        |      |
| Kirguizstan         | KGZ  | 1991                          | 1993                          | [ 30 ]                        |      |
| Laos                | LAO  | 1975                          | 1979                          | [ 31 ]                        |      |
| Líban               | LBN  | 1947                          | 1948                          | [ 32 ]                        |      |
| Macau               | MAC  | 1989                          | 1989                          | [ 33 ]                        |      |
| Malàisia            | MAS  | 1953                          | 1954                          | [ 34 ]                        |      |
| Maldives            | MDV  | 1985                          | 1985                          | [ 35 ]                        |      |
| Mongòlia            | MGL  | 1956                          | 1962                          | [ 36 ]                        |      |
| Myanmar             | MYA  | 1947                          | 1947                          | [ 37 ]                        |      |
| Nepal               | NEP  | 1962                          | 1963                          | [ 38 ]                        |      |
| Oman                | OMA  | 1982                          | 1982                          | [ 39 ]                        |      |
| Pakistan            | PAK  | 1948                          | 1948                          | [ 40 ]                        |      |
| Palestina           | PLE  | 1931                          | 1995                          | [ 41 ]                        |      |
| Qatar               | QAT  | 1979                          | 1980                          | [ 42 ]                        |      |
| Singapur            | SGP  | 1947                          | 1948                          | [ 43 ]                        |      |
| Sri Lanka           | SRI  | 1937                          | 1937                          | [ 44 ]                        |      |
| Síria               | SYR  | 1948                          | 1948                          | [ 45 ]                        |      |
| Taiwan              | TPE  | 1960                          | 1960                          | [ 46 ]                        |      |
| Tadjikistan         | TJK  | 1992                          | 1993                          | [ 47 ]                        |      |
| Tailàndia           | THA  | 1948                          | 1950                          | [ 48 ]                        |      |
| Timor Oriental      | TLS  | 2003                          | 2003                          | [ 49 ]                        |      |
| Turkmenistan        | TKM  | 1990                          | 1993                          | [ 50 ]                        |      |
| Uzbekistan          | UZB  | 1992                          | 1993                          | [ 51 ]                        |      |
| Vietnam             | VIE  | 1976                          | 1979                          | [ 52 ]                        |      |
| Xina                | CHN  | 1910                          | 1979                          | [ 53 ]                        |      |

L'OCA inclou l'estat transcontinental del Kazakhstan, però no inclou Armènia, l'Azerbaidjan, Geòrgia o Turquia encara que es troben totalment o parcialment a Àsia. Tampoc no es va incloure Rússia encara que la majoria del seu territori es troba a Àsia. Aquests països van optar per unir-se als Comitès Olímpics Europeus (EOC).
El Comitè Olímpic d'Israel va ser exclòs del Consell Olímpic d'Àsia el 1981 per "raons de seguretat", encara que va ser pública que la principal raó de l'expulsió va raure en la pressió que els països musulmans, que són majoria, amenaçant amb boicotejar els Jocs Asiàtics i fins i tot la mateixa organització. Actualment Israel és membre dels Comités Olímpics Europeus.

### Comissió lluita contra el dopatge (ADC)
El Consell Olímpic d'Àsia segons les seves responsabilitats és l'autoritat suprema en els jocs esportius d'Àsia. Qualsevol persona o organització que pertany a l'OCA està obligada per les disposicions de l'organització en acatar les decisions i seguir les regles de Antidopatge de Consell.
La OCA ha conformant un  Reglament Antidopatge , de conformitat amb el Codi de la Agència Mundial Antidopatge, amb l'objectiu de contribuir a la lluita contra el dopatge en el moviment esportiu a Àsia. Aquest document complementa altres documents de el Consell Olímpic d'Àsia i les Normes internacionals de el tractat de Antidopatge. El reglament va ser aprovat en la 23ª Assemblea general d'OCA, celebrada a Doha l'1 d'octubre de 2004. Posteriorment, seguint una consulta amb la Agència Mundial Antidopatge (WADA), es van introduir alguns canvis a les regles i la versió final va ser aprovada i acceptada pel Consell en el seu Comitè executiu celebrat a Kuwait el 5 de febrer de 2005.

## Símbols

### Himne
L'Himne de la OCA es va adoptar durant la quinzena Assemblea general de l'organització celebrada a Bangkok el 9 de desembre de 1996. L'obra és una agrupació de sons de les cultures del continent asiàtic per representar la seva cooperació i unitat.

### Logotips
El logotip de la OCA es un sol brillant de color roig amb 16 raig o puntes i amb un cercle blanc en el centre del disc del sol.
 L'emblema fou aprovat i adoptat oficialment durant la 25ª Assemblea General de l'organització celebrada a Doha el 2 de desembre de 2006.

### Bandera
La bandera de la OCA té un fons blanc. Al centre s'hi situa un sol brillant en color vermell amb 16 puntes i un cercle blanc al centre del disc solar envoltat pel drac xinès i el falcó d'Àsia. A la part inferior s'observen els anells olímpics seguits pel text Olympic Council of Asia.
El Drac que es troba a l'est i el sud-est d'Àsia representa la bona fortuna, el poder, la noblesa, el coratge, l'abundància, l'èxit, la versatilitat i la dinàmica. El Falcó, que es troba a les regions muntanyoses de l'Himàlaia, Àsia Meridional i Central representa la precisió, la lleialtat, la velocitat, la gràcia, la força, la visió i la resistència atlètica.
Abans l'organització comptava amb una altra bandera. Aquesta igualment tenia un fons blanc sense orla, al centre es trobava el sol brillant en color vermell amb 16 llamps i un cercle blanc en el centre de el disc de el sol. Però a diferència de l'actual, sota el sol existia una sèrie d'anells entrellaçats en or en un semicercle. El nombre d'anells entrellaçats es corresponien amb el nombre de Comitès Olímpics Nacionals asiàtics afiliats a Consell. La bandera també tenia els cinc anells olímpics però estaven a la part superior i a més tenia incorporat l'eslògan "sempre endavant".